# Monochamus pseudotuberosus
Monochamus pseudotuberosus là một loài bọ cánh cứng trong họ Cerambycidae.